# Foreste montane dell'Africa orientale
Le foreste montane dell'Africa orientale sono un'ecoregione dell'ecozona afrotropicale, definita dal WWF (codice ecoregione: AT0108), situata su diverse catene montuose isolate del Sudan del Sud meridionale, del Kenya, dell'Uganda e della Tanzania settentrionale
.

## Territorio
È un'ecoregione di foresta pluviale che occupa 65.500 km² distribuiti lungo la Rift Valley in oltre venticinque enclaves isolate di foresta montana di differente estensione, dai 23.700 km² della più grande ai 113 della più piccola, ad altitudini comprese tra i 1000 e i 3500 m. L'ecoregione si estende dal monte Kinyeti sui monti Imatong nel Sudan del Sud meridionale, passando per le cime del Moroto e dell'Elgon in Uganda, gli Aberdare, i monti Mau, il monte Kenya e la falesia di Nguruman in Kenya, fino ai monti Kilimangiaro, Meru e Ngorongoro in Tanzania. Comprende inoltre altre piccole enclaves, come i monti Kulal, Marsabit e Nyiru in Kenya. Su queste stesse montagne, a quote superiori ai 3.500 m (ove possibile) si estende l'ecoregione detta delle brughiere montane dell'Africa orientale.
Il clima è influenzato dall'altitudine ed è relativamente temperato e stagionale, con temperature che scendono sotto i 10 °C nella stagione fredda (più fredde in luglio e agosto) e che salgono a oltre 30 °C nella stagione calda. Alla altitudini più elevate sono possibili gelate notturne. Le precipitazioni variano tra 1.200 e 2.000 mm all'anno, con una stagione delle piogge (ottobre-dicembre e marzo-giugno) e stagione secca (gennaio-febbraio e luglio-ottobre). Il clima di queste montagne è molto più umido rispetto alle pianure circostanti e le stagioni sono meno definite. Le condizioni climatiche e le temperature variano a seconda dell'altitudine e le condizioni locali possono modificare questo schema generale.

## Flora
L'ecoregione è dominata da foreste di tipo sub-montano e montano, nonostante siano presenti anche alcune aree ricoperte da boschetti di bambù, distese erbose e rocce. Ad altitudini più elevate sfuma gradualmente nella vegetazione afroalpina che caratterizza le brughiere montane dell'Africa orientale. Nonostante le montagne dell'Africa orientale presentino un gran numero di specie vegetali endemiche, quasi tutte risiedono proprio in questa fascia altitudinale superiore. Nelle foreste settentrionali di questa ecoregione si trovano le sorgenti del Nilo Bianco, e gran parte del settore occidentale dell'ecoregione drena le sue acque verso il lago Vittoria, da dove confluiranno anch'esse, successivamente, nel Nilo.

## Fauna
L'avifauna di questa ecoregione è piuttosto diversificata, e presenta anche otto specie endemiche. Alcune di queste occupano un areale limitato, come la cisticola degli Aberdare (Cisticola aberdare), lo storno di Abbott (Poeoptera femoralis) e lo storno di Kenrick (Poeoptera kenricki), mentre altre, come la cisticola di Hunter (Cisticola hunteri), il francolino di Jackson (Pternistis jacksoni) e l'unghialunga di Sharpe (Macronyx sharpei), sono presenti su quasi tutti i gruppi montuosi della regione. Alcune di queste specie sono tipiche delle foreste di montagna, mentre altre vivono unicamente nelle praterie di montagna. Tra le specie endemiche di mammiferi ve ne sono otto presenti solamente qui. Si tratta di cinque specie di toporagni (Crocidura gracilipes, C. raineyi, C. ultima, Surdisorex norae e S. polulus) e di tre di roditori (Grammomys gigas, Tachyoryctes annectens e T. audax). Quasi endemici sono anche la mangusta di Jackson (Bdeogale jacksoni), il cefalofo di Abbott (Cephalophus spadix), lo scoiattolo del sole (Heliosciurus undulatus) e la procavia degli alberi orientale (Dendrohyrax validus). Anche l'erpetofauna della regione è piuttosto interessante e presenta un certo numero di endemismi, specialmente tra i camaleonti (sei specie). La fauna anfibia, invece, pur essendo ben rappresentata, è molto più povera di quella della vicina ecoregione delle foreste dell'Arco orientale.

## Conservazione

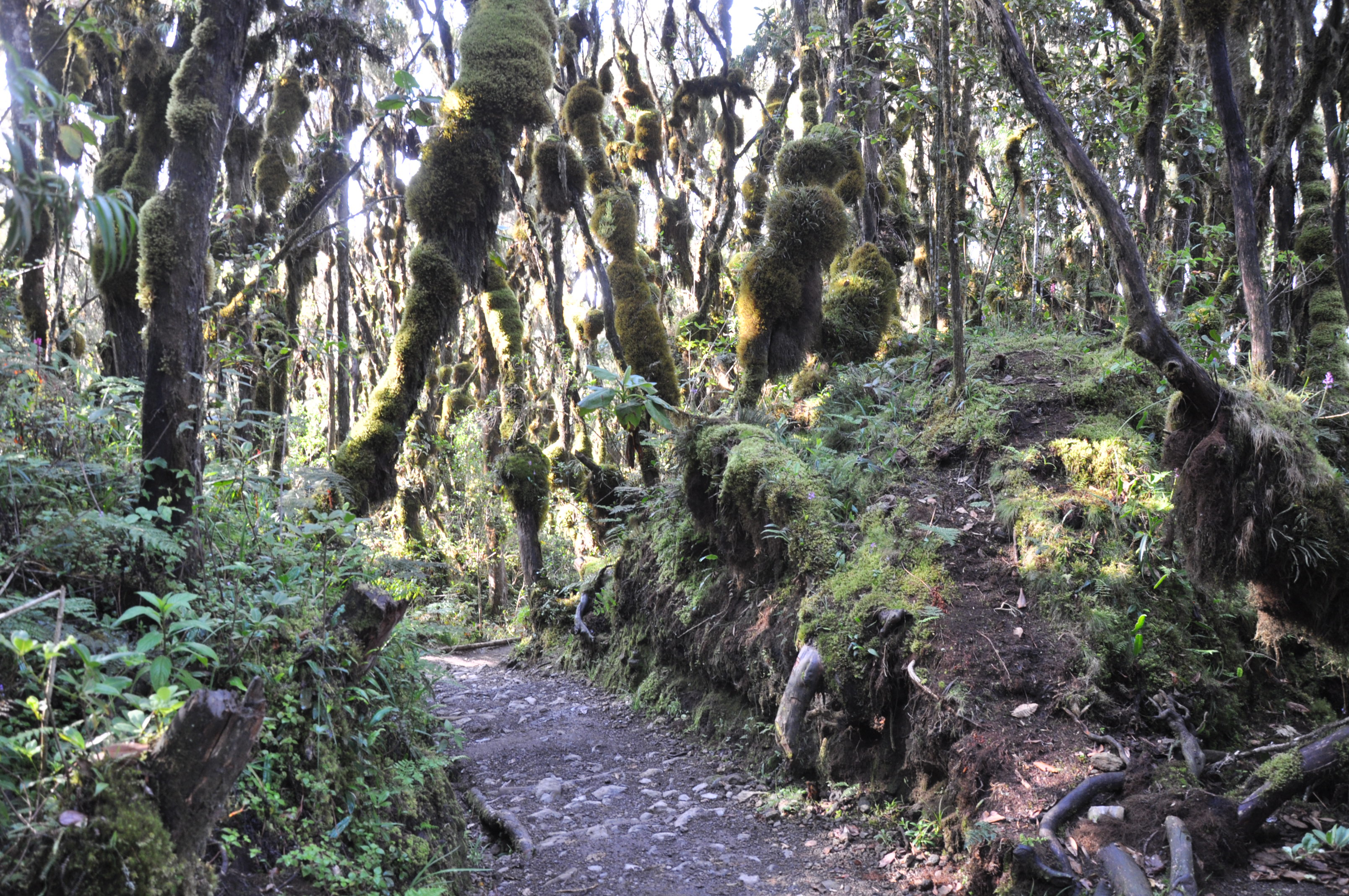
Foresta montana sul Kilimanjaro

Le zone di foresta situate a quote inferiori sono state abbattute per creare nuove aree da coltivare; almeno in Kenya, una gran parte del manto forestale originario è stata sostituita da piantagioni di tè. Questo avvenne durante il periodo coloniale britannico all'inizio e alla metà del XX secolo. Da quel momento il degrado maggiore è dipeso dall'aumento della popolazione umana e dalla conversione degli habitat montani in terreni agricoli. In molti luoghi questa conversione della terra è avvenuta fino ai confini delle aree protette, tra questi le foreste del Kilimanjaro, Kakamega, monti Mau, Marsabit e il Monte Kenya. Attualmente una gran parte della regione ricade entro i confini di aree protette, tra le quali spicca il parco nazionale del Monte Kenya.